# Včelince
Včelince es un municipio del distrito de Rimavská Sobota en la región de Banská Bystrica, Eslovaquia, con una población estimada a final del año 2024 de 816 habitantes.
Se encuentra ubicado al este de la región, en la cuenca hidrográfica del río Sajó —un afluente derecho del río Tisza— y cerca de la frontera con la región de Košice y con Hungría.

## Demografía
| Año        | 1994 | 2004     | 2014    | 2024    |
| ---------- | ---- | -------- | ------- | ------- |
| Población  | 680  | 763      | 785     | 816     |
| Diferencia |      | +12,20 % | +2,88 % | +3,94 % |

| Año        | 2023 | 2024    |
| ---------- | ---- | ------- |
| Población  | 809  | 816     |
| Diferencia |      | +0,86 % |